# Ruch Patriotyczny
De Patriottische Beweging van de Republiek Polen (Pools: Ruch Patriotyczny Rzeczypospolitej Polskiej, RP) was een rechtse politieke partij, die in de jaren 2005-2014 in Polen heeft bestaan. In ideologisch opzicht kon de partij worden gepositioneerd tussen de katholieke partij Recht en Rechtvaardigheid (PiS) en de destijds actieve rechtse, nationalistische Liga van Poolse Gezinnen (LPR) in.

## Geschiedenis
De partij werd op 11 april 2005 opgericht als samenwerkingsverband tussen drie kleine rechtse partijen, die alle drie geworteld waren in de regering van oud-premier Jan Olszewski:
- de Beweging voor de Wederopbouw van Polen (ROP) van Olszewski zelf,
- de Katholiek-Nationale Beweging (RKN) van oud-minister Antoni Macierewicz,
- het Verbond voor Polen (PdP) van oud-minister Gabriel Janowski.

In de aanloop naar de parlementsverkiezingen van 2005 had de partij een fractie in de Sejm, die uit drie leden bestond, van wie er twee vanuit de LPR waren overgestapt en een vanuit Samoobrona. Daarnaast hadden ook de RKN en de ROP eigen fracties met vier resp. drie leden (een vijfde lid van de RKN was geen lid van een fractie), zodat er in totaal dus 11 parlementariërs aan de Patriottische Beweging waren verbonden.
Bij de parlementsverkiezingen op 25 september behaalde de partij 1,05% van de stemmen, ruim onvoldoende om de kiesdrempel te overschrijden. Later werden de banden tussen de deelnemende partijen losser. Bij de verkiezingen van 2007 stonden er leden van de RKN en de ROP op de lijsten van de PiS, hetgeen resulteerde in twee zetels in de Sejm voor de RKN en één zetel in de Senaat voor de ROP. Bij de verkiezingen van 2011 werden alleen de voorzitters van de RKN en de ROP, Antoni Macierewicz en Stanisław Gogacz, in de Sejm resp. de Senaat herkozen, opnieuw als kandidaten van de PiS. In 2012 traden beide politici tot de PiS toe. Op 17 maart 2014 werd de Patriottische Beweging uit het kiesregister geschrapt.